# Leopoldo Siano
Leopoldo Siano (Roma, 25 marzo 1964) è un autore televisivo italiano.

## Biografia
Autore di diversi programmi televisivi ha lavorato varie volte insieme a Carlo Conti per programmi andati in onda soprattutto su Rai 1. Si ricordano i principali lavori.
Dal 1999 al 2001 è tra gli autori di Sanremo Estate. Nel 2005 è tra gli autori di Ma chi sei Mandrake?, è anche tra gli autori de I raccomandati. Nel 2007 e nel 2011 è uno degli autori di Fratelli di Test.
Nel 2013 pubblica insieme a Carlo Conti ed Emanuele Giovannini il libro Cosa resterà dei migliori anni edito Mondadori.
Dal 2006 firma, insieme ad altri, L'eredità, dal 2008 è uno degli ideatori de I migliori anni, dal 2012 di Tale e quale show e dal 2014 è uno degli autori di Si può fare!.
È stato uno degli autori del Festival di Sanremo nel 2015 (65ª edizione) e nel 2016 (66ª edizione).
È tra gli autori de La Corrida - Dilettanti allo sbaraglio 2018 in onda su Rai 1.